# Te Matua Ngahere

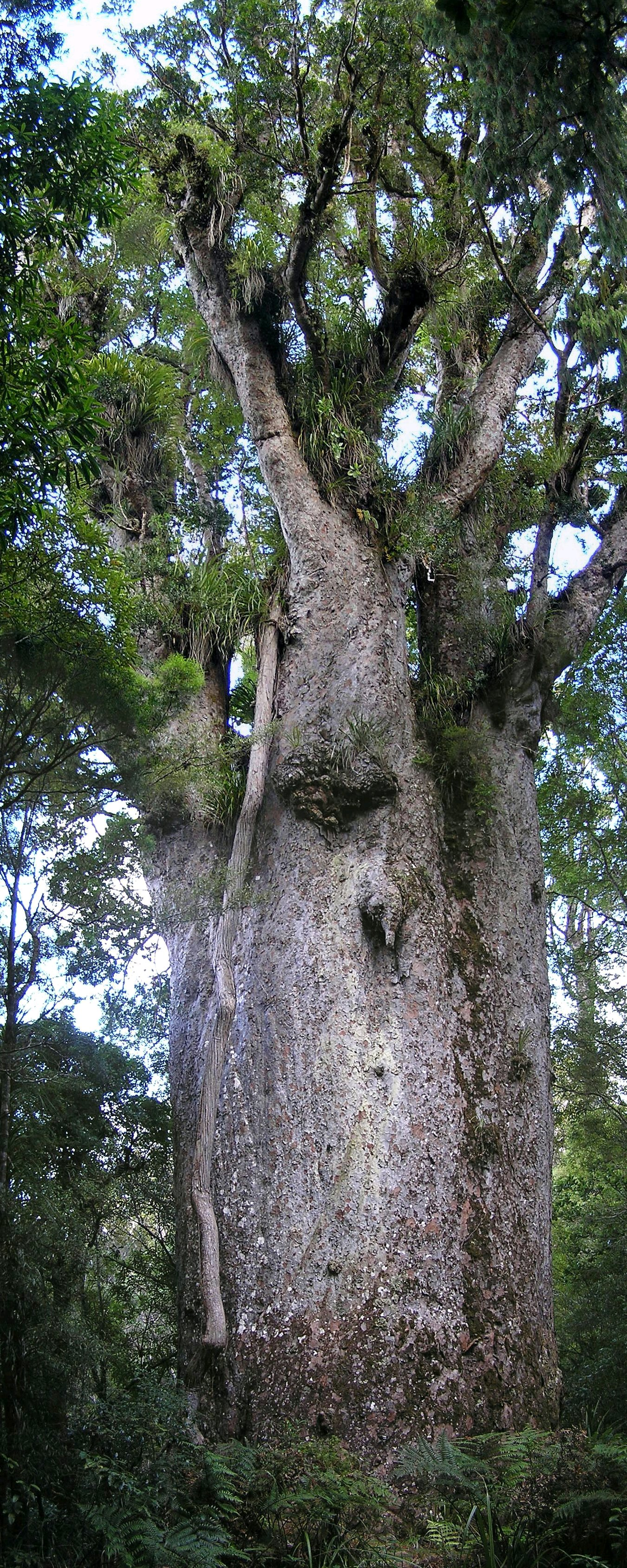
Te Matua Ngahere en 2005.

Te Matua Ngahere es un árbol gigante de la especie kauri, (Agathis australis), que se encuentra en el bosque de Waipoua en Northland, en la isla Norte en Nueva Zelanda.
El nombre maorí del árbol significa "padre del bosque". Aunque no es tan enorme y alto como su vecino Tāne Mahuta, el tronco de Te Matua Ngahere es más voluminoso con un perímetro de más de 16 metro. Está considerado el segundo kauri más viejo del mundo. y tiene el mayor perímetro de un kauri en Nueva Zelanda. De acuerdo con el The New Zealand Herald, tiene el tronco más ancho de Nueva Zelanda. Se trata de un ejemplar de gran edad, cuya datación oscila entre 1.500 y 3.000 años según algunas fuentes o incluso más de 4.000 según otras.